# Обуэ
Обуэ́ (фр. Auboué) — коммуна во французском департаменте Мёрт и Мозель, региона Лотарингия. Относится к  кантону Омекур.	

## География
Обуэ расположен в 18 км к северо-западу от Меца. Соседние коммуны: Мутье на севере, Омекур и Жёф на северо-востоке, Монтуа-ла-Монтань на востоке, Сен-Мари-о-Шен и Сент-Ай на юге, Муанвиль и Валлеруа на западе.

## История
- В 1871-1914 годах Обуэ был пограничным с Германской империей городом.
- В концентрационном лагере Бухенвальд находится мемориальная доска в память о депортированных жителях Обуэ.

## Металлургия
Металлургический завод Обуэ включал три доменные печи, заработавшие соответственно в 1904, 1906 и 1911 годах. Производство было остановлено и завод закрыт в 1967-1968 годах.

## Демография
Население коммуны на 2010 год составляло 2589 человек.
| 1962 | 1968 | 1975 | 1982 | 1990 | 1999 | 2010 |
| ---- | ---- | ---- | ---- | ---- | ---- | ---- |
| 4984 | 4934 | 4223 | 3604 | 3192 | 2808 | 2589 |